# Elke Montanari
Elke Montanari (* 15. Juni 1963 in Berlin) ist eine deutsche Sprachwissenschaftlerin und Professorin an der Stiftung Universität Hildesheim.

## Biographie
Elke Montanari studierte an der Freien Universität in Berlin Germanistik mit den Schwerpunkten Linguistik, Theaterwissenschaft und Publizistik. 1986 erhielt sie ein Stipendium der Richard Wagner-Gesellschaft. Sie war als Regieassistentin und Hospitantin am Stadttheater Lüneburg, der Tribüne Berlin, dem Schauspielhaus Düsseldorf und dem Schauspiel Essen tätig und arbeitete dort unter anderem bei Hansgünther Heyme. Von 1986 bis 1990 unterrichtete Montanari Deutsch als Fremdsprache in Vicenza. An der Ludwig-Maximilians-Universität München wurde sie 2009 mit einer Dissertation zum Thema Genus und Determination, betreut von Konrad Ehrlich, promoviert.
Nach einer Tätigkeit als wissenschaftliche Mitarbeiterin an der Pädagogischen Hochschule Karlsruhe und einer Juniorprofessur für Mehrsprachigkeit an der Pädagogischen Hochschule Heidelberg nahm Montanari 2012 den Ruf der Stiftung Universität Hildesheim an das Institut für deutsche Sprache und Literatur für die Professur Deutsch als Zweitsprache an.
Montanari ist Vorstandsmitglied im Zentrum für Bildungsintegration und Sprecherin des focal point Mehrsprachigkeit.

## Forschungsschwerpunkte und -themen
- Deutsch als Zweitsprache
- Mehrsprachigkeit
- Spracherwerb
- Authentizität

## Publikationen (Auswahl)

### Monographien und Herausgaben
- (mit Yüksel Ekinci und Lirim Selmani) (Hgg.): Grammatik und Mehrsprachigkeit. Waxmann, Münster 2016
- (mit Otto Filtzinger und Giovanni Cicero Catanese) (Hgg.): Europäisches Sprachenportfolio in der frühen Bildung. Bildungsverlag Eins, Köln 2011
- Kindliche Mehrsprachigkeit: Determination und Genus. Dissertation. Waxmann, Münster 2010.
- Crecer en una familia bilingüe – la educaciòn plurilingüe en casa y en la escuela. (span.), CEAC, Madrid 2007
- Spiel mit Deutsch. Kinder als Sprachforscher und Entdecker., Herder, Freiburg 2006
- (mit Julie A. Panagiotopoulou): Mehrsprachigkeit und Bildung in Kitas und Schulen. Narr Francke Attempto Verlag, Tübingen 2019 vgl. Zellerhoff, Rita: Rezension auf socialnet vom 15. April 2020